# Maria-Montessori-Schule (Klausheide)
Die Maria-Montessori-Schule in Klausheide, gegründet 1927 als Volksschule für Schüler aller Bekenntnisse, ist eine staatliche offene Ganztagsschule. Sie ist die einzige Schule mit Montessori-Profil im Landkreis Grafschaft Bentheim. Seit dem Schuljahr 2010/2011 ist die ehemalige Astrid-Lindgren-Schule in Nordhorn eine Nebenstelle der Maria-Montessori-Schule. 2011 erfolgte die Umbenennung von Grundschule Klausheide in Maria-Montessori-Schule.

## Geschichte

### Gründung 1927
Die Gründung der Schule ist eng verknüpft mit der Gründung des Gutes Klausheide im Jahre 1914 durch die Familie Krupp von Bohlen und Halbach. Für die Arbeiter wurden 1919 in der Nähe des Gutes Wohnhäuser errichtet, die Keimzelle des Ortes Klausheide. Die Schulkinder wurden zunächst mit einem pferdebespannten „Schulwagen“ des Gutes nach Altendorf, Bakelde und Nordhorn gefahren. 1926 wollte die Gutsverwaltung diesen Dienst allerdings einstellen – es kam zu einem Schulstreik. Als 1927 die Achse des Schulwagens brach und die Kinder zwei Wochen nicht die Schule besuchen konnten, setzten die Eltern ein Protestschreiben auf und es wurde der Entschluss gefasst, in Klausheide eine Schule zu gründen. Diese nahm noch im selben Jahr ihren Betrieb auf – in einem Raum der Wohnung von Lehrer Fritz Strotmann wurden alle 32 Schüler unterrichtet.
1929 wurden Teile der Gemeinde Bakelde, auf deren Gebiet das Gut und die Siedlung Clausheide lagen, nach Nordhorn eingemeindet. Aus dem Gutsbezirk mit der Gutssiedlung wurde eine politische Gemeinde, zunächst weiterhin unter dem Namen Bakelde. 1931 erfolgte die Umbenennung in Klausheide. 1933 wurde Fritz Kreft Nachfolger von Strotmann. Die auf inzwischen 50 angewachsene Zahl der Schüler musste in zwei Schichten unterrichtet werden.

### Die Schule im Lokschuppen 1936
Um dem Platzmangel Abhilfe zu leisten, stellte die Gutsverwaltung einen ausgedienten Lokschuppen östlich des Gutshofes zur Verfügung. Er lag an der ehemaligen Kleinbahnstrecke nach Elbergen. 1936 wurde dieser Lokschuppen als Schule bezogen.
Am Ende des Zweiten Weltkrieges wurden fast sämtliche Lehrmittel von durchziehenden Soldaten zerstört. Da die Schülerzahl beständig wuchs, wurde 1950 eine zweite Lehrerstelle eingerichtet. Allerdings gab es weiterhin nur einen Klassenraum und so wurde als Notlösung zusätzlich ein Raum auf dem Gutshof genutzt.

### Die Schule zieht ins Dorf 1956
Die Gemeinde Klausheide wuchs weiter, insbesondere durch den Zuzug von Kriegsflüchtlingen und Vertriebenen. Hatte Klausheide 1950 etwa 250 Einwohner, so waren es 1960 bereits über 700. Der Neubau einer Schule wurde unausweichlich. Am 3. Mai 1956 konnte die neue, nun mit zwei Klassenräumen ausgestattete Schule bezogen werden.
Seit 1962 dauert die Volksschule nicht mehr acht, sondern neuen Jahre; die Schüler der 9. Klasse aus Klausheide mussten zur Altendorfer Schule abgehen.

### Neubau nach acht Jahren 1964

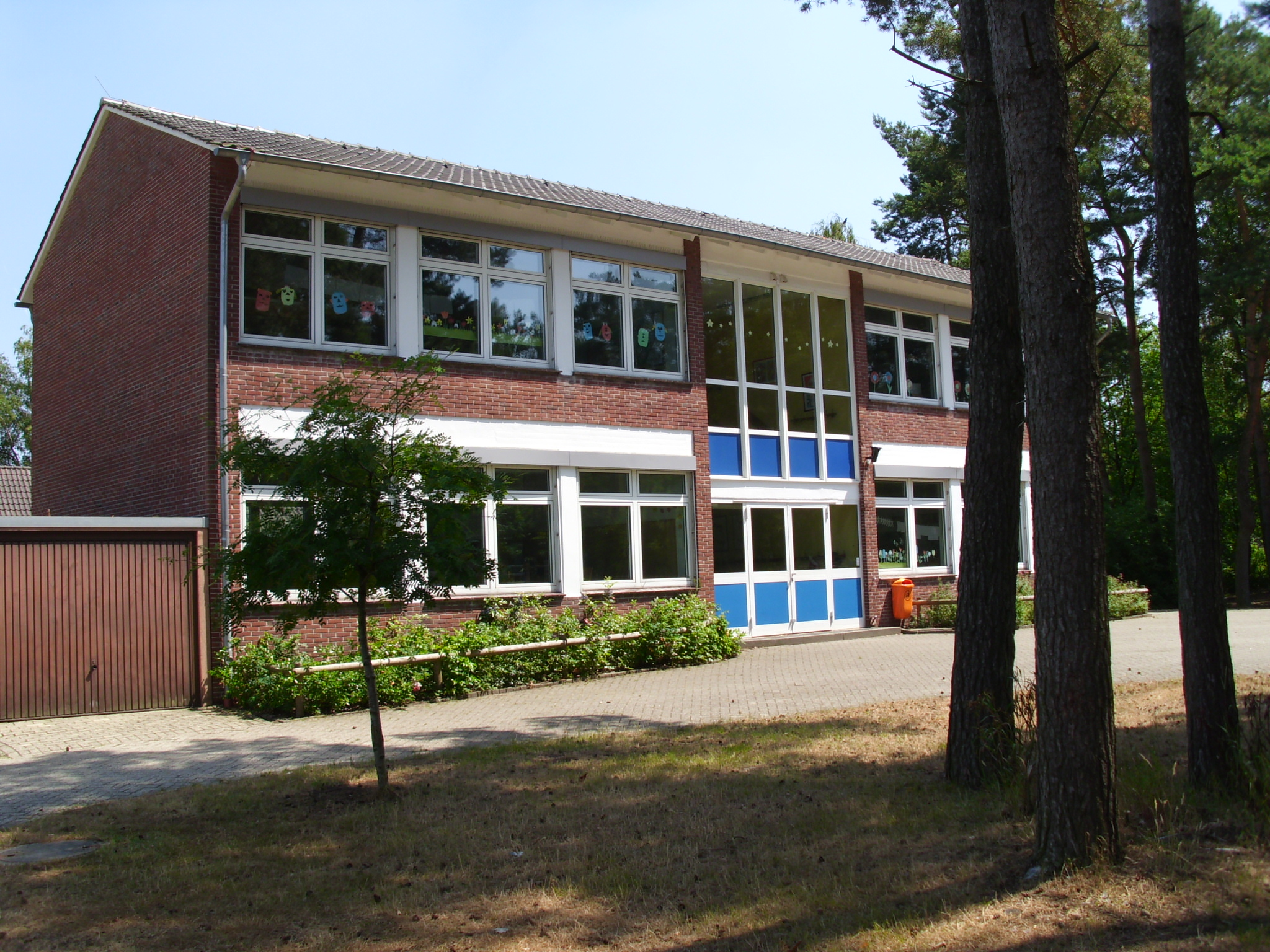
Maria-Montessori-Schule, Neubau

Bereits nach wenigen Jahren war die neue Schule zu klein. Die Schülerzahl stieg 1963 auf 111. Die Gemeinde baute deshalb im Jahre 1964 ein neues Schulgebäude mit vier Klassenräumen, das durch einen überdachten Gang mit dem „alten“ Gebäude verbunden ist. Die Lehrerstellen wurden 1963 auf drei und 1965 auf vier erhöht. Die Schulchronik vermerkt für 1970 eine Schülerzahl von 202.
Seit 1967 müssen neu eingeschulte Schüler nach der vierten Klasse eine weiterführende Schule – zumeist in Nordhorn – besuchen, sodass im Jahre 1973 die letzten Achtklässler abgeschult wurden; aus der achtjährigen Volksschule wurde eine vierjährige Grundschule. Bedingt durch den demografischen Wandel ging die Schülerzahl seit Mitte der 1970er Jahre auf zurzeit (2011/2012) 67 zurück.

### Neuausrichtung der Pädagogik
Seit 2000 wurde das Schulprofil auf die Pädagogik Maria Montessoris ausgerichtet. Die Maria-Montessori-Schule nahm und nimmt an verschiedenen Projekten und Modellversuchen teil, so ist sie beispielsweise in Kooperation mit dem St.-Ludgerus-Kindergarten Klausheide Modellprojektschule „Brückenjahr“ oder war Pilotschule des Landes Niedersachsen „Schulprogrammentwicklung und Evaluation“. Im Schuljahr 2011/2012 gab es an der Schule 15 Lehrkräfte: neun Planstellen, zwei Abordnungen, eine Vertretungslehrkraft, eine Katechetin und zwei Förderlehrerinnen.

### Gründung der Nebenstelle Nordhorn 2010
Der Rat der Stadt Nordhorn beschloss 2003 die Gründung eines Montessori-Schulzweiges parallel zur Regelschule an der Pestalozzi-Grundschule. Da eine Schule immer nur ein Schulprofil anbieten darf, konnte der Montessori-Zweig nur vorübergehend dort untergebracht werden, es sei denn, die Schule hätte ihr Schulprofil auf das Montessori-Konzept geändert. Die Gesamtkonferenz der Pestalozzischule beschloss jedoch, das Profil der Regelschule beizubehalten. Aufgrund der relativ geringen Schülerzahl des Montessori-Zweiges wurde erwogen, dieses Schulprofil aufzugeben. Rat und Verwaltung beschlossen dann jedoch, zunächst auf vier Jahre befristet eine Nebenstelle der Maria-Montessori-Schule in der ehemaligen Astrid-Lindgren-Schule zu errichten. Diese Nebenstelle läuft aus, falls es in den vier Jahren der Befristung zu einer kombinierten 1. und 2. Klasse kommt. Zurzeit (2011/2012) werden 80 Kinder in vier Klassen in der Nebenstelle unterrichtet.

## Pädagogische Konzepte
Die Maria-Montessori-Schule richtet seit dem Schuljahr 2000/2001 ihre Pädagogik nach den Grundsätzen Maria Montessoris aus. Mittlerweile erfüllt sie alle Montessori-Qualitätskriterien des Montessori-Dachverbandes Deutschland. Die Schule ist seit 2006 eine offene Ganztagsschule. Seit 2008 gibt es die flexible Eingangsstufe, das heißt alle Kinder werden eingeschult, auch solche mit Förderbedarf. Durch die Kooperation mit dem St.-Ludgerus-Kindergarten (Brückenjahr) wird der Übergang vom Kindergarten zur Schule für Kinder und Eltern erleichtert. Des Weiteren ist die Schule in das regionale Integrationskonzept eingebunden. Dieses hat das Ziel, Kinder mit Beeinträchtigungen aller Art wohnortnah auf Grundschulen zu unterrichten.